# NOAA-15
NOAA-15 (NOAA-K назва до запуску)  - є діючим, орбітальним на полярній орбіті телевізійним інфрачервоним супутником спостереження (TIROS), наданим NASA, супутником для прогнозування погоди, яким керує Національне управління океанічних і атмосферних досліджень (NOAA). 
NOAA-15 був останнім у серії Advanced TIROS-N (ATN). Він надав підтримку моніторингу навколишнього середовища, доповнивши програму геостаціонарного оперативного екологічного супутника NOAA/NESS (GOES).

## Запуск
Він був запущений ракетою-носієм Titan 23G 13 травня 1998 року о 15:52:04 UTC з бази ВПС Ванденберг, на космічному стартовому комплексі Ванденберг 4 (SLW-4W), NOAA-15 замінив виведений з експлуатації NOAA-12 який з 2021 р. перебуває в напівробочому стані. 

## Космічний апарат
Метою полярної орбітальної програми NOAA/NESS є надання вихідних продуктів, які використовуються в метеорологічних прогнозах і попередженнях, океанографічних і гідрологічних послугах і моніторингу космічного середовища. Космічний корабель NOAA-I Advanced TIROS-N базується на космічному апараті Програми оборонних метеорологічних супутників (DMSP Block 5D) і є модифікованою версією космічного корабля TIROS-N (NOAA-1 до NOAA-5). Конструкція космічного корабля складається з чотирьох компонентів: 1° система підтримки реагування (RSS); 2° Модуль підтримки обладнання (ESM), який було розширено з конструкції TIROS-N; 3° Платформа для монтажу приладів (IMP); і 4° сонячної батареї (SA).

## Обладнання
Усі інструменти розташовані на ESM(Embedded System Module, Вбудований системний модуль) та IMP. Живлення космічного корабля забезпечується системою прямої передачі енергії від єдиної сонячної батареї, яка складається з восьми панелей сонячних батарей. Система живлення Advanced TIROS-N була оновлена порівняно з попередньою конструкцією TIROS-N. Підсистема визначення та керування на орбіті (ADACS) забезпечує керування наведенням за трьома осями, керуючи крутним моментом у трьох взаємно ортогональних імпульсних колесах за допомогою вхідних даних від вузла датчика Землі (ESA) для оновлення тангажу, крену та повороту. ADACS контролює положення космічного корабля таким чином, щоб орієнтація трьох осей підтримувалася з точністю до ± 0,2°, а нахил, крен і поворот з точністю до 0,1°. ADACS складається з блоку датчика Землі (ESA), блоку датчика Сонця (SSA), чотирьох вузлів реактивного колеса (RWA), двох котушок повороту/рискання (RYC), двох котушок крутного моменту нахилу (PTC), чотирьох гіроскопів і комп’ютера. програмне забезпечення для обробки даних.
Політ здійснюється з приладами для отримання зображень і вимірювань атмосфери Землі, її поверхні та хмарного покриву, включаючи радіацію Землі, атмосферний озон, розподіл аерозолю, температуру поверхні моря, вертикальну температуру та профілі води в тропосфері та стратосфері; вимірювання потоку протонів і електронів на висоті орбіти, збір даних віддаленої платформи, а також для SARSAT.
Перелік датчиків включає в себе: 
- 1° покращений шестиканальний вдосконалений радіометр із дуже високою роздільною здатністю (AVHRR/3);
- 2° покращений інфрачервоний ехолот високої роздільної здатності (HIRS/3);
- 3° Пошуково-рятувальна супутникова система стеження (SARSAT), яка складається з пошуково-рятувального ретранслятора (SARR) і пошуково-рятувального процесора (SARP-2);
- 4° покращена система збору даних ARGOS (DCS-2), надана Францією/CNES;
- 5° Advanced Microwave Sounding Units (AMSU), які замінили попередні інструменти MSU і SSU і стали першими в серії NOAA, які підтримують спеціалізовані мікрохвильові вимірювання температури, вологості, поверхні та гідрологічні дослідження в хмарних регіонах, де видимі та інфрачервоні прилади мають знижену здатність.

## Місія
Частота передачі Автоматичної Передачі Зображення (APT) становить 137,62 МГц. Через проблеми з антенами передавача S-діапазону з високим коефіцієнтом посилення, NOAA-15 було налаштовано для передачі зображення високої роздільної здатності (HRPT) з використанням всеспрямованої антени передавача S-діапазону №2 (1702,5 МГц). Проблеми з антенами пояснювали термічним навантаженням, що спричиняло поломку внутрішніх компонентів.

## Збій двигуна сканера AVHRR
22 липня 2019 року NOAA-15 почав передавати пошкоджені дані. Імовірно, причиною є нестабільність двигуна сканування для датчика AVHRR(удосконалений радіометр з високою роздільною здатністю).
Відповідно до офіційного релізу NOAA, 23 липня 2019 року о 04:00 UTC споживання струму цього двигуна підскочило, як і температура двигуна. Крім того, датчик перестав видавати дані. NOAA каже, що це відповідає зупинці двигуна та може бути постійним.
25 липня 2019 року двигун AVHRR спонтанно відновився. 

30 липня 2019 року двигун AVHRR зазнав ще однієї несправності, яка була пов’язана з зупинкою двигуна . Згідно з попередньою заявою NOAA, відновлення малоймовірне:
Станом на ~00:00 UTC 30 липня 2019 року (день року (DOY) 211) струм двигуна AVHRR знову почав різко підвищуватися, ставши понад 302 мА о ~06:00 UTC. Прилад знову не видає даних і може зупинитися. Поточний план полягає в тому, щоб залишити прилад увімкненим, оскільки ця проблема може виникати періодично.
AVHRR працював номінально та створював якісні дані до 18 жовтня 2022 року, коли знову виникла проблема з двигуном сканування AVHRR.
Струм скануючого двигуна AVHRR NOAA-15 почав демонструвати ознаки нестабільності 18 жовтня приблизно о 18:00 Z, коли струм почав поступово зростати від приблизно 205 мА до приблизно 250 мА, де він залишався до 24 жовтня. Приблизно о 00:00 Z 24 жовтня струм знову почав зростати протягом дня, досягнувши піку близько 302 мА 25 жовтня. температура двигуна почала зростати приблизно в той же час і наразі стабільно становить ~29°C. Прилад все ще видає дані, але вони сильно погіршилися. Така поведінка може бути ознакою загрози зупинки двигуна сканування, але вимагає подальшого дослідження. Варіанти відновлення обмежені.